# دراکینولول
دراکینولول (انگلیسی: Draquinolol) یک مسدودکننده بتا با انتخاب پذیری برای گیرنده β۱ است.